# Констанције III
Флавије Констанције (? — 2. септембар 421), или Констанције III је био римски војсковођа и на крају римски цар. Током друге деценије петог века је већ неформално држао власт, а 421. је за кратко постао савладар Хонорија, цара Западног римског царства.
Констанције је рођен у Наису, данашњем Нишу. Био је војник од каријере. Као magister militum под Хоноријем, успешно је бранио Западно римско царство. Нарочито се истакао у гушењу побуне узурпатора Константина. За те заслуге добио је титулу патриција и стицао све више утицаја над неспособним Хоноријем. Године 417. се оженио Хоноријевом полу-сестром Галом Плацидијом, а 8. фебруара 421. постао је Хоноријев савладар — но у ствари он је владао читавим Западом.
Источноримски цар Теодосије II није желео да призна Констанцијево именовање за савладара. Наводно је Констанције решио да због тога зарати са Истоком, али пре него што је ишта могао да уради, изненада је умро 2. септембра исте године. Констанције је са Галом Плацидијом имао двоје деце: будућег цара Валентинијана III и Јусту Грату Хонорију.
Констанцијев успех у оквиру царске породице, дао је наду и другим војним командантима на Западу да ће и сами моћи постати цареви. Али, то је само успело Петронију Максиму (владао је додуше још краће од Констанција), док су заслужни варварски команданти били неуспешни у томе (Аеције и Рицимер). 

## Породично стабло
|  |                    |  |  |  |  |  |  |  |  |  |  |  |  |  |  |  |
|  | 2.                 |  |  |  |  |  |  |  |  |  |  |  |  |  |  |  |
|  |                    |  |  |  |  |  |  |  |  |  |  |  |  |  |  |  |
|  |                    |  |  |  |  |  |  |  |  |  |  |  |  |  |  |  |
|  | 1. Констанције III |  |  |  |  |  |  |  |  |  |  |  |  |  |  |  |
|  |                    |  |  |  |  |  |  |  |  |  |  |  |  |  |  |  |
|  |                    |  |  |  |  |  |  |  |  |  |  |  |  |  |  |  |
|  | 3.                 |  |  |  |  |  |  |  |  |  |  |  |  |  |  |  |
|  |                    |  |  |  |  |  |  |  |  |  |  |  |  |  |  |  |
|  |                    |  |  |  |  |  |  |  |  |  |  |  |  |  |  |  |